# Н’Гессан, Паскаль Аффи
Паскаль Аффи Н’Гессан (фр. Pascal Affi N'Guessan; род. 1 января 1953, Буадикро, Берег Слоновой Кости, Заморские территории Франции) — ивуарийский государственный и политический деятель, Премьер-министра Кот-д’Ивуара с 27 октября 2000 по 10 февраля 2003 года. Лидер Ивуарийского народного фронта с июля 2001 года. Министр промышленности и туризма Кот-д’Ивуара (2000).

## Биография
В 1975 году окончил университет Кокоди по специальности электромеханика. В 1978 году получил степень инженера в области телекоммуникаций в Национальной высшей школе почты и телекоммуникаций (ENSPT).
В 1990—1996 годах был мэром Бонгуану. С 1990 по 1995 год — вице-президент Союза городов и сообществ Кот-д’Ивуара (UVICOCI).
В 1990 году присоединился к Ивуарийскому народному фронту, с июля 2001 года — президент фронта.
В январе 2000 года, после военного переворота и прихода к власти Робера Геи, получил должность министра промышленности и туризма до октября 2000 года.
В октябре 2000 года в ходе президентских выборов руководил предвыборной кампанией Лорана Гбагбо. После победы Гбагбо на выборах 27 октября 2000 г. был назначен им главой правительства. Оставался на посту премьер-министра до 10 февраля 2003 года, когда его сменил Сейду Диарра, независимый политик, в соответствии с соглашением, заключённым во время переговоров по прекращению гражданской войны в Кот-д’Ивуаре.
В октябре 2003 года на XXII-м Конгрессе Социалистического Интернационала в Сан-Паулу (Бразилия) был избран одним из его вице-президентов.
После свержения режима Лорана Гбагбо в апреле 2011 года силами, лояльными Алассану Уаттаре при поддержке французских сил и сил ООН, Н’Гессан был арестован и заключён на северо-востоке Кот-д’Ивуара. В августе 2015 года Н’Гессан стал кандидатом в президенты от ИНФ на выборах в октябре 2015 года.
На парламентских выборах в декабре 2016 года Н’Гессан был избран в Национальное собрание в качестве кандидата ИНФ от департамента Бонгуану, получив 59 % голосов.
Вскоре после президентских выборов в Кот-д’Ивуаре в 2020 году 7 ноября был арестован. Утверждается, что был арестован за формирование правительства, конкурирующего с правительством президента Алассана Уаттаре.